# 吳時位
吳時位（越南语：／；1774年10月17日—1821年1月1日），又名吳時香，字成甫（越南语：／），號約齋（越南语：／），越南阮朝官員、文學家。

## 生平
吳時位是山南鎮應天府青威縣左青威社（今屬河內市青池縣左青威社）人，出身於吳家文派，吳時仕之子，吳時任和吳時俧之弟，景興三十五年（1774年）出生。
嘉隆初年，召授翰林院，不久改任吏部僉事，出為諒山協鎮。後充如清乙副使，出使清朝。嘉隆十六年（1817年），升禮部右參知。嘉隆十八年（1819年），充任嘉定場鄉試提調，因為違反考場規定，被處以杖罰的刑責。
明命元年（1820年），吳時位被任命為如清正使，出使清朝。使團來到鎮南關，耽擱了行期，遭到明命帝嚴厲譴責。等到使團走到廣西省南寧府時，吳時位去世。

## 作品
吳時位有北使詩文集《枚驛諏餘文集》，《吳家文派》中有吳時位的《禮溪文集》和《酬應金笺》。